# 恩西纳斯雷亚莱斯
恩西纳斯雷亚莱斯，是西班牙安达卢西亚自治区科尔多瓦省的一个市镇。总面积34平方公里，总人口2376人（2001年），人口密度70人/平方公里。